# Рудницкий, Николай Иванович
Николай Иванович Рудницкий (1831—?) — русский художник.

## Биография
Происходил из дворян и был родом поляк; родился в 1831 году.
Воспитывался в Виленском дворянском институте, откуда в 1846 году был выпущен в Радзивилловскую таможню. С 1851 года служил в Бессарабской казённой палате. В 1855 году вышел в отставку и отправился в Петербург, где 15 апреля был принят в класс гипсовых фигур Академии художеств. Через два года был переведён в натурный класс, где пробыл сравнительно долго, причем весь 1859 год, «по домашним обстоятельствам», не посещал классов; в 1861 году за автопортрет был отмечен академией второй серебряной медалью. Только в 1866 году получил аттестат на звание неклассного художника; в 1864 году получил от Академии отпуск для поездки в Бессарабию «для художественных занятий». Дальнейшая деятельность и работы Рудницкого неизвестны.